# 罗里·巴雷特
罗里·巴雷特（英語：Rory Barrett，1945年12月31日—），新西兰男子举重运动员。他曾代表新西兰参加1974年和1978年英联邦运动会举重比赛，其中1974年夏季奥运会获得一枚铜牌。